# Antonio Mansó Figuerola
Antoni Mansó Figuerola (Barcelona, 15 de febrero de 1874 – ibídem 21 de enero de 1903) fue un actor cómico del teatro catalán de finales del siglo XIX.

## Biografía[1]
Antoni Maria Mansó i Figuerola comenzó su carrera representando pequeñas comedias de sala y arcoba hasta que empezó a hacer apariciones en teatros más importantes. En 1891, a los 17 años ya aparecía en pequeñas obras de Teatro Romea, ganándose así la simpatía del público desde el primer momento.
Posteriormente, hacia 1896 formó parte de la compañía de Antón Tutau como primer actor cómico en obras como La taberna, Los Hugonotes, o Juan José. Más tarde, permaneció en el Principal con la compañía de Albert Llanas hasta que ésta se disolvió, momento en que pasó definitivamente al Teatro Romea. Participó en representaciones de éxito como La filla del mar de Àngel Guimerà y Lo cor del poble de Ignasi Iglésias. Fue en gran parte actor de comedia. Representó parodias, piezas cómicas breves (sainetes, monólogos...), pero también participó en obras dramáticas como Gent de vidre (en el papel de Xarau). Compartió escenario con actores como Jaume Capdevila o Enrique Borràs i actuó bajo la dirección de dramaturgos como Frederic Soler.
También escribía pequeñas piezas teatrales que quedaron inéditas.
Se casó a los 24 años con Maria de Montserrat Eroles y Gerardin, de 17 años. 
Su prometedora carrera dentro del teatro catalán quedó sorprendentemente interrumpida cuando murió prematuramente el 21 de enero de 1903, a los 29 años, probablemente a causa de una pulmonía, deijando a su viuda de 22 años con un hijo de dos años.

## Trayectoria profesional[2]
Las obras en las que apareció durante su trayectoria fueron muy numerosas, pero su etapa de esplendor se centra entre los años 1899-1903, durante los cuales formaba parte de la compañía del Teatro catalán Romea, cosa que le llevó a la aparición en varios estrenos además de muchísimas reposiciones de obras ya estrenadas y actuaciones fuera del mismo teatro. Durante las temporadas de verano de estos años también representaba obras en otras poblaciones como Sabadell o Martorell. A continuación aparece una relación de los estrenos del teatro Romea en los cuales participó durante los últimos años de su vida.

### 1892
- 21 de abril : Estreno de Barba Roja, Frederic Soler: en el papel de Esclau 2n

### 1899
- 2 de octubre : Estreno de Tant tens tant vals, Lluís Nogué: en el papel de Samuel
- 9 de octubre : Estreno de L'alegria de la casa: en el papel de Teu
- 16 de octubre : Estreno de A cal notari, Josep Asmarats: en el papel de Carté
- 20 de octubre : Estreno de La primera volada, Joan Manuel Casademunt y J. Senat: en el papel de Quirze
- 27 de octubre : Estreno de Lo secret del nunci, Teodor Baró: en el papel de Joan
- 20 de noviembre : Estreno de Lo general Bum-bum, Pere Garriga y Folch: en el papel de Bartomeu
- 4 de diciembre : Estreno de Els minayres, Manuel Rovira y Serra: en el papel de Tofol
- 11 de diciembre : Estreno de La Celestina, Frederic Fuentes y Aguiló: en el papel de Ramon
- 15 de diciembre : Estreno de Els drapaires, Manuel Rovira y Serra: en el papel de Home de farsas
- 18 de diciembre : Estreno de La germana gran, Albert Llanas: en el papel de Secretari
- 28 de diciembre : Estreno de El comte gravat, Ramon Ramon Vidales: en el papel de Roquero

### 1900
- 12 de febrero: Estreno de La planxadora, Jacint Capella: en el papel de Jaumet
- 30 de marzo: Estreno de Els amics porten fatics, J. Ayne y Rabell: en el papel de Climent
- 6 de abril : Estreno de La filla del mar, Àngel Guimerà: en el papel de Rufet
- 15 de mayo: Estreno de El secret d'un testament, Josep Argila y Font: en el papel de Mariano
- 25 de septiembre: Estreno de La neboda, Teodor Baró: en el papel de Miquel
- 9 de octubre: Estreno de Carme!, Jaume Capdevila: en el papel de Liseo
- 13 de noviembre: Estreno de Els dos conills, Frederic Fuentes y Aguiló: en el papel de Areldo de barri
- 26 de noviembre: Estreno de El si de las noyas, Albert Llanas: en el papel de Bertran

### 1901
- 4 de enero: Estreno de Lo desheretat, Ramon Bordas y Estragués: en el papel de Batista
- 25 de enero: Estreno de Gent de vidre, Manuel Rovira y Serra: en el papel de Xarau
- 5 de febrero: Estreno de Toqui-la que serem cunyats!, Lluís Vilaplana: en el papel de Quimet
- 26 de febrero: Estreno de Carn de llop, Francesc Colomer: en el papel de Mussiú
- 8 de marzo: Estrenode Viatge urgent, Josep M. Pous: en el papel de Oficial de sala
- 6 de mayo: Estreno de Els criollos de l'Ensanxe, Josep Negre: en el papel de Nofre
- 20 de mayo: Estreno de Goig sense alegria, Josep Campderrós: en el papel de Rusiñol
- 24 de mayo: Estreno de Mal de moda, Josep Argila: en el papel de Simon
- 21 de septiembre: Estreno de La tornada d'en Baldiri, Pau Parellada: en el papel de Vinarra
- 7 de octubre: Estreno de La societat del Bon Aprecio o el ball de la punyalada, Josep Got y Anguera: en el papel de Saragata
- 11 de octubre: Estreno de La llibertat, Santiago Rusiñol y Prats: en el papel de Menestral II i Exaltat
- 21 de octubre: Estreno de Lluita de cacics o la elecció de regidors, Ramón Ramón Vidales: en el papel de Ton de la Laya
- 36 de noviembre: Estreno de La cotorra del convent, Emili Boix: en el papel de Climent
- 6 de diciembre: Estreno de La casa dels valents, Ramón Franqueza: en el papel de Trinxeraire
- 28 de diciembre: Estreno de La nit dels Innocents, Ramón Ramón Vidales: en el papel de Drapaire - Estreno de L'himne d'en Riego, Pau Parellada: en el papel de Cipaio - Estreno de Sis tiros! d'Artur Guasch y Tombas: en el papel de D. Cinto

### 1902
- 3 de enero : Estreno de Los marqueses de Guayaba, Frederic Fuentes y Aguiló: en el papel de Simon
- 20 de enero : Estreno de El cor del poble, Ignasi Iglésias: en el papel de Xic
- 11 de marzo : Estreno de La pecadora, Àngel Guimerà: en el papel de Andreu
- 1 de abril: Estreno de El regiment de Malgrat, Pau Parellada: en el papel de Pagès
- 29 de abril: Estreno de Els jocs florals de Camprosa, Santiago Rusiñol: en el papel de M. Pere
- 5 de maiyo: Estreno de Una model, Manuel Rovira y Serra: en el papel de  Ángel
- 18 de noviembre: Estreno de Aigua que corre, Àngel Guimerà: en el papel de Estanislau

## Fondo
El fondo personal del actor se ha cedido al Centro de Documentación i Museo de les Artes Escénicas, el cual se ha encargado de su catalogación.